# Авиаудар по иранскому консульству в Дамаске (2024)
1 апреля 2024 года авиаудар ВВС Израиля уничтожил здание иранского консульства в Дамаске, столице Сирии. Погибли 16 человек, включая бригадного генерала Мохаммада Резу Захеди, старшего командира сил «Кудс» Корпуса стражей исламской революции, и ещё 7 офицеров КСИР.
Авиаудар произошёл на фоне обостряющихся ирано-израильских отношений и продолжающейся войны Израиля с поддерживаемыми Ираном исламистскими вооружёнными террористическими организациями ХАМАС и Хезболла. Иран провозгласил, что отомстит за авиаудар.

## Предыстория
После исламской революции в Иране (1979) отношения между Ираном и Израилем резко ухудшились. Иран держал военный контингент в Сирии, а также принимал участие в подготовке и финансировании исламистской вооружённой организации «Хезболла» и аналогичных сил в секторе Газа, Ираке, Афганистане и Ливане. После начала гражданской войны в Сирии в 2011 году Израиль нанёс сотни авиаударов по объектам Хезболлы в Сирии.
После вспышки войны Израиля с ХАМАСом в октябре 2023 года Израиль увеличил интенсивность авиаударов по Сирии. С 12 по 20 октября 2023 года Израиль нанёс по меньшей мере три удара по сирийским аэропортам, особенно в Дамаске и Алеппо. 25 декабря 2023 года Израиль уничтожил старшего иранского генерала в Дамаске Рази Мусави, а 20 января 2024 года — бригадного генерала, офицера разведки сил Кудс, Садеха Омидзаде.

## Событие
1 апреля 2024 года иранское консульство, примыкающее к иранскому посольству в Дамаске, было разрушено израильским авиаударом. Иранский посол Хоссейн Акбари полагал, что «консульство было поражено шестью ракетами с израильских самолётов F-35».
Предполагаемой целью авианалёта был командующий силами Кудс бригадный генерал Мохаммад Реза Захеди, центральная фигура в отношениях между Ираном и Хезболлой. Со слов газеты The New York Times, анонимный источник в КСИРе заявил, что целью удара стали собравшиеся на совещание по поводу событий в Газе представители иранской разведки и палестинские военные, включая лидеров движения «Палестинский исламский джихад».
Фотоснимки и кадры территории консульства, сделанные после авиаудара, показывают обширные разрушения, пожар и дым. Иранские СМИ сообщают о полном разрушении здания, посол и его семья, находившиеся в этот момент в расположенном по соседству здании посольства, не пострадали.
Всего погибло 16 человек, включая семерых офицеров КСИР, пятерых деятелей ополчения (поддерживаемого Ираном), одного деятеля Хезболлы, одного иранского советника и двоих гражданских.
Кроме генерала Захеди, погибли его заместитель бригадный генерал Мохаммад Хади Хаджи Рахими и пять иранских представителей: Хоссейн Аман Элахи, Саид Мехди Джалати, Али Ага Бабаеи, Саид Али Салехи Рузбахани, Мохсен Седагхат. Захеди стал наиболее высокопоставленным офицером КСИР, уничтоженным после ликвидации Касема Солеймани ВВС США в январе 2020 года.

## Правовые аспекты
Дипломатические здания согласно международным законам (Венская конвенция о дипломатических сношениях 1961 года и Венская конвенция о консульских сношениях 1963 года) находятся под защитой страны-хозяина. Однако не считается беззаконием для третьей страны наносить удары по посольствам или любым другим зданиям, находящимся под дипломатической защитой, если они используются для военных целей и удар наносится из соображений самозащиты, хотя вопрос об оправданности нанесения ударов по объектам на территории другой страны остаётся открытым.

## Последствия
В нескольких городах, включая Тегеран, Тебриз и Исфахан собрались большие толпы протестующих с иранскими и палестинскими флагами, требовавшие мести.
Иран публично обвинил Израиль и поклялся отомстить, после чего семь посольств Израиля были эвакуированы в связи с возможностью ответного нападения Ирана. ЦАХАЛ разместил близ Тель-Авива несколько систем глушения GPS для защиты от возможного авиаудара со стороны Ирана.
13 апреля 2024 года Иран нанёс массированный удар по территории Израиля беспилотниками и ракетами, 99 % которых были перехвачены, заявив, что провёл успешную операцию возмездия.

## Международная реакция

Осуждение

### Стороны конфликта
- Иран: верховный лидер Али Хаменеи призвал к суровому ответу за нападение. Политический советник Хаменеи Али Шамкани заявил, что Соединённые штаты [Америки] «остаются прямо ответственными, было ли им известно или нет о намерении совершить это нападение»[53]. Иран отправил письмо в Совет безопасности ООН, заявив, что «оставляет за собой законное и неотъемлемое право на решительный ответ»[54].
- Израиль: глава пресс-секретариата ЦАХАЛа Даниэль Хагари заявил репортёрам: «Согласно [данным] нашей разведки, это не было ни консульством, ни посольством». В дальнейшем он добавил, что целью удара было «военное здание сил Кудс, замаскированное под гражданское строение в Дамаске»[55]. Министр обороны Йоав Галлант заявил: «Израиль работает над тем, чтобы ясно донести до каждого, кто действует против нас, по всему Среднему Востоку, что цена за действие против Израиля будет высокой»[56]. Израиль сообщил США, что если Иран в отместку нанесёт со своей территории удар по Израилю, то это вызовет жёсткий ответ Израиля, что, возможно, расширит конфликт до высокой интенсивности[57][58].

### Третьи страны
- Сирия: министр иностранных дел Фейсал Микдад осудил авиаудар, назвав его «террористической атакой», погубившей «невинных»[59].
- США объявили, что не принимали участия и не имели никакой информации о предстоящем израильском авиаударе[60].
- Китайская народная республика осудила атаку, представитель министерства иностранных дел Ван Венбин заявил: «Безопасность дипломатических учреждений не может быть порушена, суверенитет, независимость и территориальная целостность Сирии должны уважаться»[61].
- Россия строго осудила нападение, Министерство иностранных дел выпустило заявление, где авиаудар был объявлен неприемлемым[62]. Россия направила запрос в Совет безопасности ООН с целью обсуждения авиаудара.
- Кувейт: Министерство иностранных дел осудило атаку, объявив её нарушением международных законов[63].
- Ливан: Министерство иностранных дел осудило атаку, заявив, что она «подрывает международные законы и серьёзно нарушает Венские конвенции по дипломатическим и консульским отношениям»[64].
- Оман: Министерство иностранных дел осудило атаки как подрыв независимости Сирии, международных законов, дипломатического и консульского иммунитета[65].
- Пакистан строго осудил нападение, заявив: «атака является неприемлемым нарушением независимости Сирии и подрывает её стабильность и безопасность»[66].
- Катар строго осудил нападение и выразил соболезнования жертвам атаки[67].
- Саудовская Аравия: министерство иностранных дел заявило: «Королевство категорически отвергает любые оправдания в выборе дипломатических учреждений как целей под любым предлогом»[68].
- Объединённые Арабские Эмираты осудили выбор цели в виде иранских дипломатических миссий[69].
- Вьетнам осудил атаку, представитель министерства иностранных дел Фам Тху Хан процитировал статьи Венской конвенции 1961 года о защите и уважении дипломатических представителей и учреждений, однако прямо не упомянул Израиль в своём заявлении[70].

### Наднациональные организации
- Лига арабских государств осудила нападение, заявив, что оно нарушает суверенитет Сирии[71].
- Европейский союз выразил озабоченность дальнейшей эскалацией и настоял на проявлении сдержанности после атаки[72].
- Совет сотрудничества арабских государств Персидского залива: генеральный секретарь Джасем Мохамед аль-Будаиуи осудил нападение[68].
- Организация исламского сотрудничества: генеральный секретарь Хусейн Ибрахим Таха строго осудил агрессию, выразив солидарность с народом и правительством Ирана[73].
- ООН: представитель генерального секретаря Стефан Дюжаррик заявил: «Атаки из-за границ любой страны являются нарушением суверенитета. Мы осуждаем эти атаки и продолжаем [осуждать]»[74].

### Комментарии
1. ↑  ХАМАС признан террористической организацией в США, ЕС, Великобритании, Канаде, Австралии, Новой Зеландии, Израиле, Аргентине, Японии и Парагвае[8].
2. ↑  «Хезболла» признана террористической организацией в США[9], Великобритании[10], Канаде[11], Австралии[12], Нидерландах[13], Чехии[14], Германии[15][16], Австрии[14], Швейцарии[14], Эстонии[17], Литве[18], Сербии[19], Словении[20], Израиле[21], Аргентине[22][23], Колумбии[24], Гватемале[25], Гондурасе[24][26] и Парагвае[27]. Её военное крыло также признано террористической организацией в ЕС[28], Франции[29], Новой Зеландии[30] и Республике Косово[31].